# U 34 (1936)
El U 34 fue un submarino U-Boot del tipo VII a de la Kriegsmarine, que participó en la guerra civil española en el transcurso de la operación Úrsula en el Mediterráneo y en la Segunda Guerra Mundial en el Atlántico y que se hundió en el Báltico el 8 de septiembre de 1943. 

## Operación Úrsula
El U 34 participó en 1936 en la guerra civil española, concretamente en la operación Úrsula que fue diseñada por la Kiegsmarine a principios de noviembre de 1936 tanto para favorecer a los sublevados, como para entrenamiento de mandos y tripulaciones de U-boot. Su nombre en clave se propuso en honor a la hija del almirante Karl Dönitz. Alemania, que no participaba oficialmente en la Guerra Civil, envió dos submarinos, los U 33 y U 34.
El U 34 al mando de su comandante, el Kapitänleutnant Harald Grosse, lanzó un torpedo el 12 de diciembre de 1936 que hundió el submarino republicano C-3. En el hundimiento murieron treinta y siete hombres, salvándose los marineros Isidoro de la Orden, Asensio Lidón y el marino mercante Agustín García Viñas. El submarino fue dado por desaparecido y no se tuvo noticias hasta que cincuenta años más tarde, el abogado malagueño Antonio Checa descubrió sus restos a cuatro millas de la costa malagueña y a setenta y cuatro metros de profundidad.

## Segunda Guerra Mundial
Durante la Segunda Guerra Mundial, el U 34 participó en 6 patrullas, en las que hundió 21 buques con un total de 97 699 t, entre los que figuran un destructor de 1100 t, un submarino de 670 t, un minador de 595 t y dos buques capturados con un total de 5710 t.

### 1.ª Patrulla
Zarpó de Wilhelmshaven el 19 de agosto de 1939 para operar al oeste del Canal de la Mancha con la 2.ª U-Flottille. El 7 de septiembre hundió el buque británico SS Pukkastan de 5809 t y el día 8 al también británico SS Kennebec de 5584 t, ambos al suroeste de las islas Sorlingas.
De regreso de su patrulla, el U 34 capturó el día 24 cerca de Noruega el buque estonio SS Hanonia de 2534 t, que fue llevado a un puerto alemán por una tripulación de presa. Más adelante fue renombrado Schiff II y fur utilizado como buque minador en las cercanías de la costa oriental de Inglaterra.
El U 34 regresó a Wilhelmshaven el 26 de septiembre de 1939.

### 2.ª Patrulla
Zarpó el 17 de octubre de 1939 para patrullar al oeste del Canal de la Mancha. El día 20 hundió dos buques al este de las islas Shetland, el sueco SS Gustav Adolf de 926 t y el británico SS Sea Venture de 2327 t.
El día 27 atacó al convoy HX5A al suroeste de Fastnet Rock y dañó gravemente al buque de bandera británica SS Bronte de 5317 t; el buque fue abandonado y hundido por los destructores ingleses HMS Walpole y HMS Whirlwind el día 30
A primera hora del día 29 volvió a atacar al convoy hundiendo al buque británico SS Malabar de 7976 t al oeste de las islas Sorlingas.
En el trayecto de regreso, el U 34 capturó al buque noruego SS Snar de 3176 t cerca de la costa oeste noruega el 9 de noviembre de 1939. Fue llevado como botín de guerra a un puerto alemán.
El U 34 arribó a Wilhelmshaven el 12 de noviembre de 1939.

### 3.ª Patrulla
Zarpó el 10 de enero de 1940 para efectuar operaciones de minado al suroeste de Inglaterra, colocando sus minas en las cercanías de Falmouth a primera hora del día 20. El mismo día el petrolero británico MV Caroni River de 7807 t se hundió tras colisionar con una de estas minas.
El 28 de enero el buque griego SS Eleni Stathatos de 5625 t fue hundido por el U 34 a 200 nmi al oeste de las islas Sorlingas.
El U 34 regresó a Wilhelmshaven el 6 de febrero de 1940.

### 4.ª Patrulla
Zarpó el 11 de marzo de 1940 de Wilhelmshaven para patrullar cerca de Trondheim, Noruega, para regresar a su base el 30 de marzo de 1940.

### 5.ª Patrulla
Zarpó de Wilhelmshaven el 3 de abril de 1940 con órdenes selladas, para tomar parte de la Operación Hartmut. El día 6, cuando fueron abiertas las órdenes selladas, todos los u-boot tomaron posiciones en las costas noruegas, donde a partir del día 9 dieron apoyo a las tropas alemanas de desembarco y a los transportes marítimos ante posibles ataques de fuerzas británicas.
Al U 34 se le ordenó formar parte del 2.º Grupo U-boot que tenía que operar en el área de Trondheim. El día 13 torpedeó el buque minador noruego Fröya de 595 t en el fiordo de Trondheim. El buque embarrancó y fue torpedeado para evitar su rescate.
El U 34 se desplazó al fiordo de Romsdal y más tarde puso proa hacia el oeste para patrullar el área de las Orcadas y las Shetlands. El día 18 atacó al acorazado británico HMS Repulse, pero el ataque no tuvo éxito debido a problemas con los torpedos.
Regresó el 30 de abril de 1940.

### 6.ª Patrulla
El 22 de junio de 1940 zarpa de Wilhelmshaven para patrullar al sur de los Western Approaches y el Golfo de Vizcaya.
El 5 de julio el U 34 hundió el destructor británico HMS Whirlwind al noroeste de las Sorlingas, el día 6 al buque estonio SS Vapper de 4543 t al sur de Cabo Clear, el día 7 echó a pique al petrolero holandés SS Lucrecia de 2584 t al oeste de las Sorlingas, el día 9 al estonio SS Tiiu de 1865 t al suroeste de Irlanda, el día 10 al finlandés SS Petsamo de 4596 t al sur de Cabo Clear y el día 11 hunde al noruego SS Janna de 2197 t que era un buque rezagado del convoy HX54, al suroeste de Irlanda.
El día 15 el U 34 torpedea y echa a pique al griego SS Evdoxia de 2018 t a 40 mni al suroeste de Bull Rock Irlanda. El mismo día hunde con fuego de artillería al griego SS Naftilos de 3531 t al oeste de la isla Ushant.
El U 34 llega a Lorient el día 18 y tras ser reabastecido zarpa de nuevo el 23 de julio de 1940 para patrullar al oeste de las islas británicas. El día 26 localiza al convoy OB188 al suroeste de Rockall, hunde a los británicos MV Accra de 9337 t y SS Vinemoor de 4359 t. Tras perseguir al convoy hacia el sur durante doce horas, hundiría dos buques más a primera hora del 27 de julio, el británico SS Sambre de 5260 t y al petrolero, también británico, MV Thiara de 10 364 t.
El 2 de agosto de 1940 en el trayecto de regreso torpedeó y hundió el submarino británico HMS Sparfish al oeste de Stavanger, recogiendo a un superviviente.
El U 34 regresó a la base el 3 de agosto de 1940.

## Submarino escuela y hundimiento
En octubre de 1940, el U 34 pasó a ser Schulboot (submarino escuela) sirviendo en la 21.ª U-Flottille y en la 24.ª U-Flottille. El 5 de agosto de 1943 se hundió cerca de Memel -actual Klaipėda- al colisionar con el Ubootbegleitsschiff (buque de apoyo) Lech, muriendo 4 tripulantes. 
El 24 de agosto fue reflotado y el 8 de septiembre, cuando era remolcado, se hundió en el Báltico en las coordenadas 54°20′N 12°04′E / 54.333, 12.067.

## Bases de operación del buque
- Desde el 12 de septiembre de 1936 hasta el 30 de septiembre de 1940 en la 2.ª U-Flottille Saltzwedel, Wilhelmshaven como Frontboot (u-boot de combate)
- Desde el 1 de octubre de 1940 hasta el 1 de noviembre de 1940 en la 21.ª Flottille en Pillau como Schulboot (u-boot de entrenamiento)
- Desde el 2 de noviembre de 1940 hasta el 5 de agosto de 1943 en la 24.ª Flottille en Danzig como Ausbildungsboot (u-boot de adiestramiento)

## Mandos del buque
| Empleo          | Nombre                         | Desde                    | hasta                    |
| --------------- | ------------------------------ | ------------------------ | ------------------------ |
| Kapitänleutnant | Ernst Sobe                     | 12 de septiembre de 1936 | 4 de noviembre de 1936   |
| Kapitänleutnant | Harald Grosse                  | 4 de noviembre de 1936   | 22 de diciembre de 1936  |
| Kapitänleutnant | Ernst Sobe                     | 22 de diciembre de 1936  | 14 de febrero de 1938    |
| Kapitänleutnant | Hans Pauckstadt                | 15 de febrero de 1938    | 17 de agosto de 1938     |
| Kapitänleutnant | Hans Pauckstadt                | 5 de septiembre de 1938  | 28 de octubre de 1938    |
| Kapitänleutnant | Wilhelm Eduard Max Rollmann    | 26 de octubre de 1938    | 28 de septiembre de 1940 |
| Oberleutnant    | Fritz Meyer                    | 29 de septiembre de 1940 | 22 de mayo de 1941       |
| Oberleutnant    | Karl-Otto Schultz              | 23 de mayo de 1941       | 19 de noviembre de 1941  |
| Oberleutnant    | Gerhard Remus                  | 20 de noviembre de 1941  | 15 de junio de 1942      |
| Oberleutnant    | Horst-Arno Max Heinrich Fenski | 16 de junio de 1942      | 1 de febrero de 1943     |
| Oberleutnant    | Karl-Heinz Hagenau             | 2 de febrero de 1943     | 11 de junio de 1943      |
| Leutnant        | Eduard Aust                    | 12 de junio de 1943      | 5 de agosto de 1943      |